# Styrax dasyanthus
Styrax dasyanthus là một loài thực vật có hoa trong họ Bồ đề. Loài này được Perkins miêu tả khoa học đầu tiên năm 1902.

## Hình ảnh

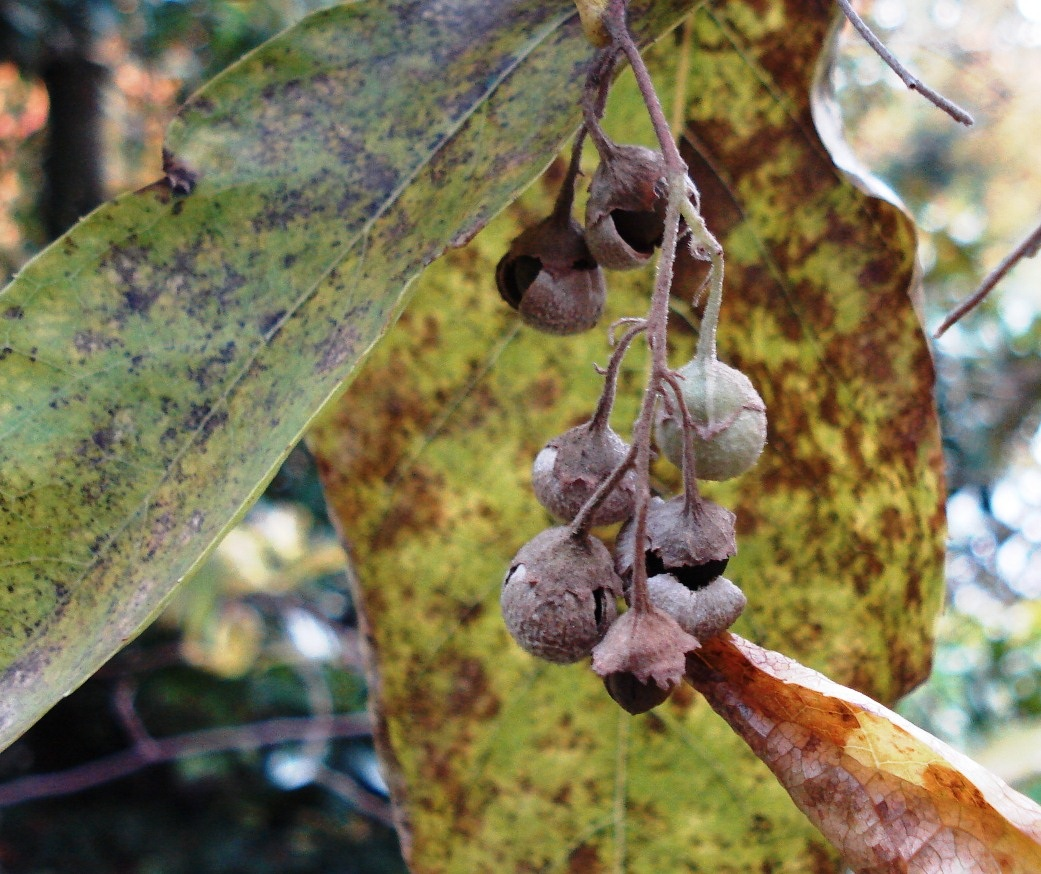